# Effetto Slashdot
L'effetto Slashdot, conosciuto anche come slashdotting, si ha quando un sito web molto popolare aggiunge alle proprie pagine diversi collegamenti ipertestuali a un piccolo sito, causando un incremento massiccio del traffico web verso quest'ultimo. Questa situazione può sovraccaricare il sito più piccolo, causandone rallentamenti o, a volte, temporanee chiusure. Il nome deriva dal grande influsso sul traffico web che si è avuto con la nascita di Slashdot, sito informativo su argomenti di carattere tecnologico che ospita collegamenti a molti piccoli siti web. 
L'effetto è stato associato anche con altri siti molto frequentati come, ad esempio, Digg. Di solito, i siti web medi non sono in grado di gestire l'enorme incremento di traffico, per cui diventano irraggiungibili a causa della mancanza di risorse di banda.

## Cause
Siti web come Slashdot, Digg, o Reddit, pubblicano soprattutto brevi segnalazioni relative a notizie apparse su altri siti web, con un collegamento ipertestuale alla notizia vera e propria e la possibilità per i lettori di esprimere il proprio giudizio su di essa. In questo modo, un gran numero di lettori visita contemporaneamente il sito all'indirizzo segnalato; le richieste inviate possono eccedere le risorse di  banda disponibili per il sito, o le capacità di risposta dei server; in tal caso, il sito diviene per qualche tempo irraggiungibile.
Un commento ad un articolo di Slashdot spiega l'effetto in modo umoristico: "Slashdot è famoso in tutto il mondo. Un attacco DDoS vagante di fronte al quale gli amministratori di reti e sistemi tremano e che causa loro terribili incubi."

## Estensione del fenomeno

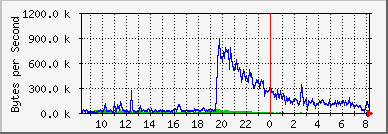
Grafico MRTG di un web server che mostra un moderato effetto Slashdot in azione.

I grandi siti di informazione o di aziende sono di solito progettati per sopportare un numero elevato di richieste e, di solito, non vengono colpiti da questo effetto. I siti web che cadono vittime dell'effetto Slashdot sono di solito ospitati su server domestici, offrono immagini e file video di grandi dimensioni, o hanno contenuto dinamico generato in modo inefficiente. In genere, questo tipo di siti diviene irraggiungibile dopo alcuni minuti dalla pubblicazione della notizia. Talvolta, il traffico generato dagli utenti iscritti a Slashdot (che hanno accesso alle notizie prima degli utenti non paganti) rende irraggiungibile un sito prima ancora che l'articolo sia pubblicato e diventi disponibile a tutti i lettori, anche quelli non iscritti.
Esistono poche statistiche precise riguardanti l'effettiva portata dell'effetto Slashdot, ma le stime indicano il picco di richieste tra le centinaia e le migliaia di hit per minuto.
Questo picco viene solitamente raggiunto quando l'articolo si trova in cima alla pagina principale del sito; il traffico diminuisce gradualmente quando la posizione dell'articolo scende verso il basso, sorpassato dai nuovi post. Il traffico verso il sito colpito dall'effetto resta solitamente a livelli elevati fino a quando l'articolo non viene tolto dalla homepage, cioè fino a circa 12-18 ore dopo essere stato postato. Comunque, con alcuni articoli il traffico si prolunga per più tempo: questo dipende dalla popolarità, dall'importanza, o dall'interesse suscitato dall'articolo; un esempio è stato il caso della rivelazione del codice sorgente di Windows 2000 e NT 4.0.
Secondo alcuni, l'effetto Slashdot starebbe diminuendo.; è stato però ipotizzato che lo stesso effetto avvenga con post su Digg e TechCrunch o su Twitter

### Community
Quando il sito colpito ha una struttura basata su una community, l'effetto Slashdot può portare anche ad un effetto secondario, la creazione di un gran numero di nuovi account utente, con conseguente formazione di un nuovo gruppo di utenti attivo nella community. Mentre in alcuni casi è stato considerato un effetto positivo, in altri è stato disprezzato dagli utenti presenti da più tempo, poiché spesso il grande numero di nuovi iscritti porta con sé aspetti indesiderati, come trolling, vandalismo e atteggiamenti da newbie.

## Assistenza e prevenzione
Slashdot non fornisce ai propri utenti un servizio di mirror sui suoi server per i siti pubblicati, né si affida a servizi di terzi, in quanto il mirroring potrebbe costituire una violazione del diritto d'autore e, in molti casi, potrebbe causare una perdita di guadagno pubblicitario da parte del sito copiato che non beneficerebbe degli accessi dei visitatori.
Uno strumento di solito utilizzato per aiutare i siti più piccoli a reggere l'effetto Slashdot è la Coral P2P Web Cache. 
MirrorDot Archiviato il 27 febbraio 2009 in Internet Archive. e Network Mirror sono sistemi che creano in automatico una copia mirror di ogni pagina web il cui link sia ospitato su Slashdot, per assicurare che il contenuto resti disponibile online anche nel caso in cui il sito originale dovesse diventare irraggiungibile. Rorr.im è un'alternativa simile per gli utenti Digg. I siti che stanno subendo uno slashdotting possono mitigarne gli effetti rinviando le richieste a uno di questi mirror.